# Stąporków
Stąporków là một thị trấn thuộc huyện Konecki, tỉnh Świętokrzyskie ở trung tâm Ba Lan. Thị trấn có diện tích 11 km². Đến ngày 1 tháng 1 năm 2011, dân số của thị trấn là 5848 người và mật độ 535 người/km².